# ساتورو مايكنو
ساتورو مايكنو (باليابانية: 牧野 悟) (25 نوفمبر 1990 في طوكيو في اليابان – )؛ هو لاعب كرة قدم ياباني سابق كان يلعب كمهاجم.

## وصلات خارجية
- ساتورو مايكنو على موقع رابطة كرة القدم اليابانية للمحترفين (اليابانية)